# Teater Pero

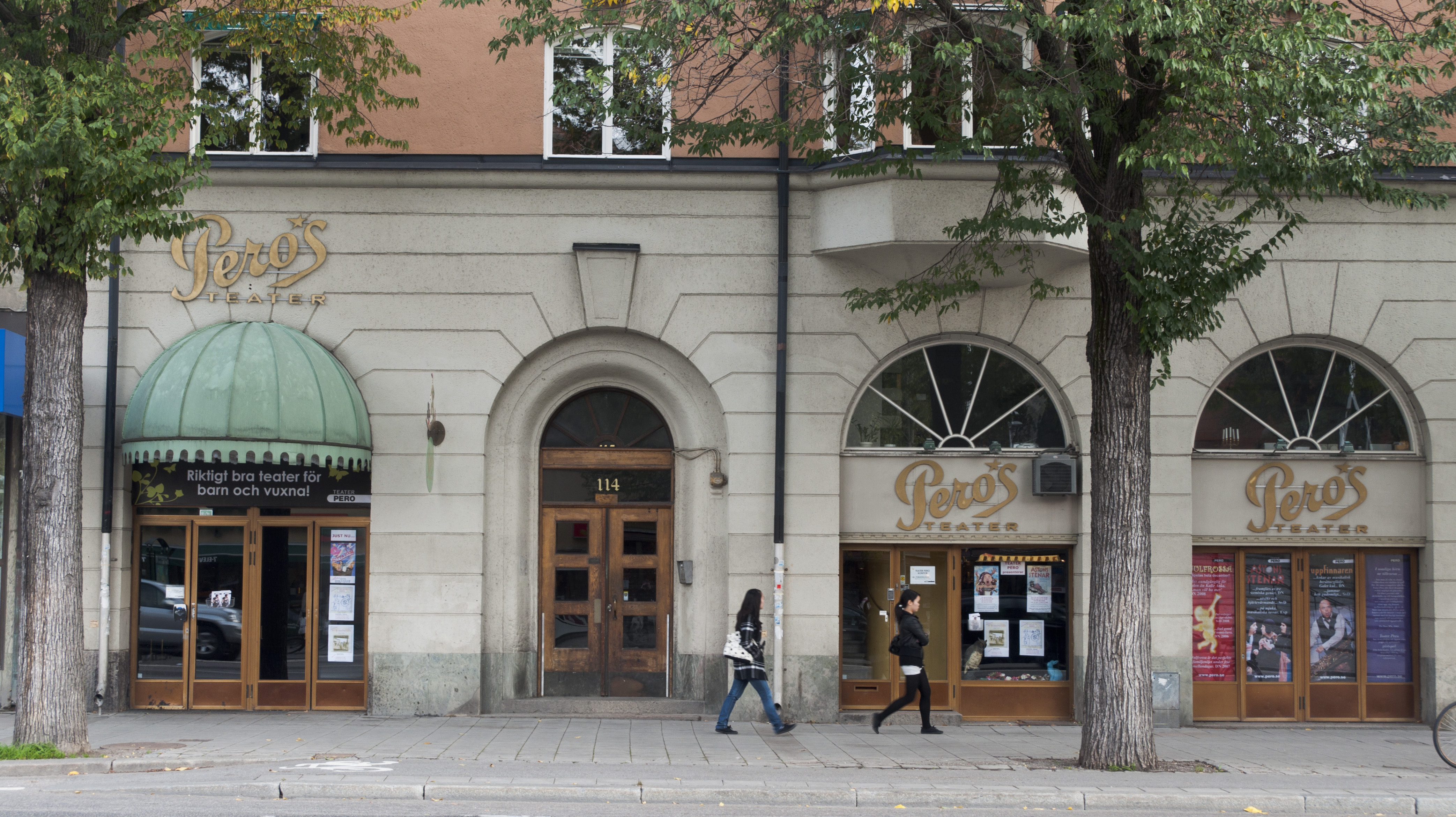
Teater Pero sedd från Sveavägen

Teater Pero är en teater i Stockholm inriktad på barnteater. Teater Pero bildades 1983 av Peter Engkvist och Roger Westberg. 1993 övertog Teater Pero de lokaler på Sveavägen 114 som tidigare använts av den anrika biografen Rialto, och som var en av Sveriges första biosalonger.
2018 tilldelades Teater Pero Stockholm stads hederspris.